# August Blencke

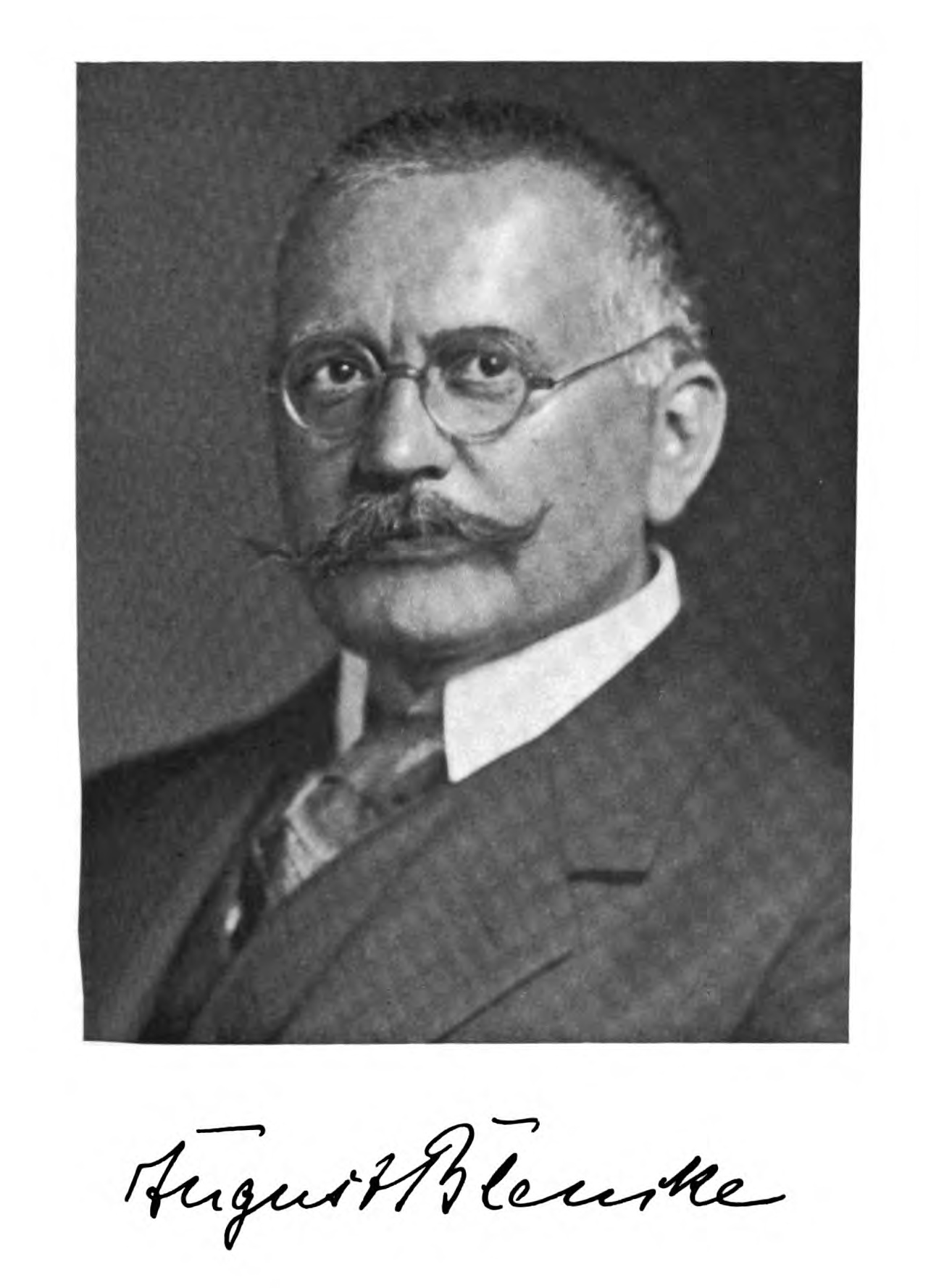
Der Orthopäde August Blencke, Porträt aus der Würdigung zum 60. Geburtstag in der Zeitschrift für orthopädische Chirurgie einschließlich der Heilgymnastik und Massage

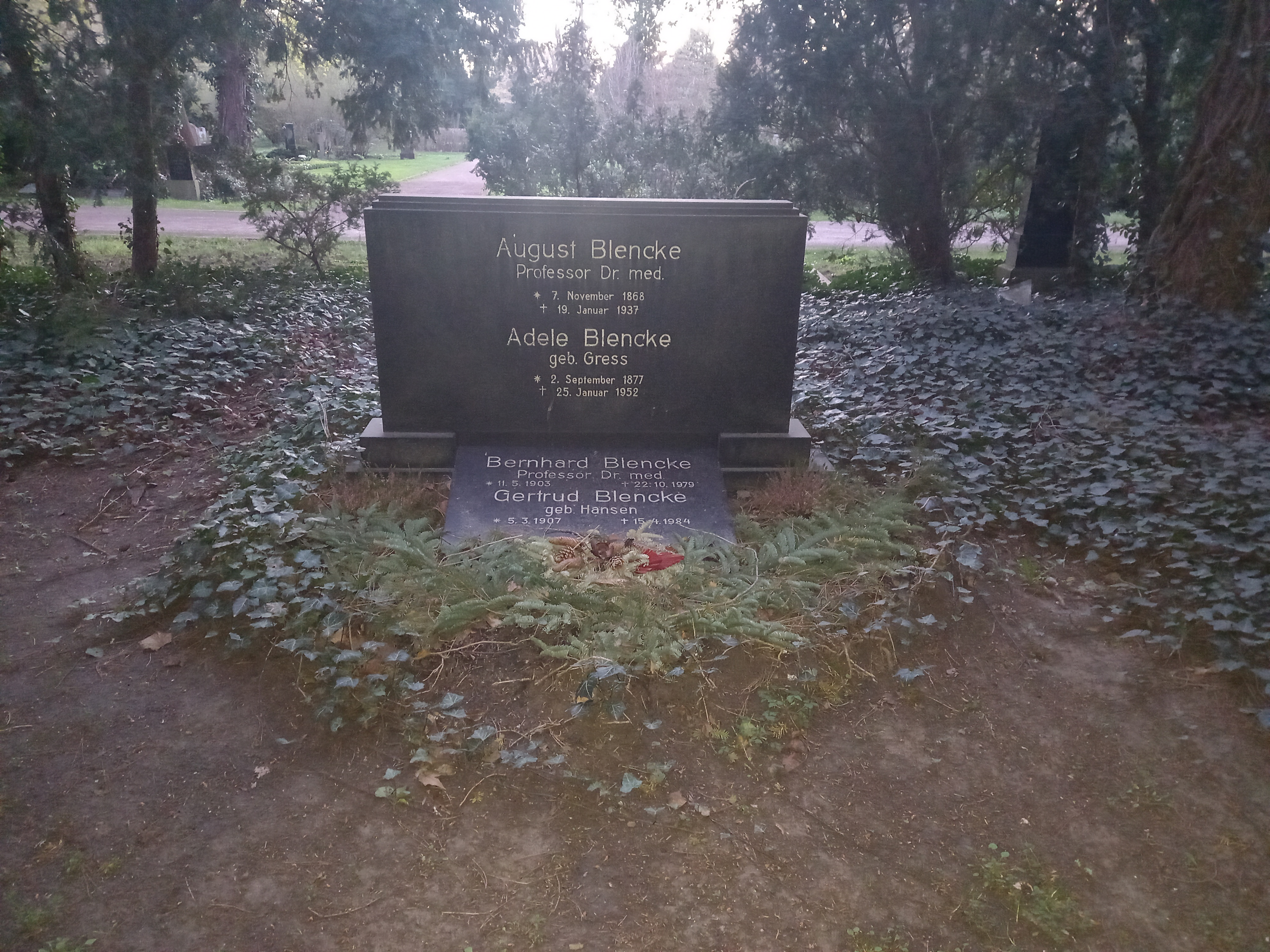
Das Grab von August Blencke und seiner Ehefrau Adele geborene Gress im Familiengrab auf dem Westfriedhof (Magdeburg)

August Blencke (* 7. November 1868 in Calbe; † 19. Januar 1937 in Halle (Saale)) war ein deutscher Orthopäde und Hochschullehrer.

## Leben
Blencke besuchte das GutsMuths-Gymnasium in Quedlinburg. Nach dem Abitur studierte er an der Philipps-Universität Marburg Medizin. 1891 wurde er im Corps Hasso-Nassovia aktiv. An der Julius-Maximilians-Universität Würzburg zum Dr. med. promoviert, arbeitete er nach dem Staatsexamen ab 1893 bei Albert Hoffa in Würzburg und bei Hermann Kümmell am neuen Allgemeinen Krankenhaus Eppendorf. 1896 eröffnete er eine Spezialklinik in Magdeburg. Er war nebenberuflich Schularzt und engagierte sich in der Behindertenfürsorge. Im Ersten Weltkrieg war er bis März 1915 Oberstabsarzt und Regimentsarzt beim Feldartillerie-Regiment Nr. 4, danach in einem Feldlazarett des IV. Armeekorps, das ihn als konsultierenden Orthopäden in die Heimat zurückbeorderte. In medizinischer und sozialer Hinsicht kümmerte er sich besonders um die Kriegsversehrten. Als Gutachter wurde er von den Berufsgenossenschaften und Krankenkassen geschätzt. 1918 zum Professor ernannt, leitete er 1923 den Kongress der Deutschen Orthopädischen Gesellschaft in Magdeburg. Auf dem Weg zu Hermann Gocht in Leipzig verunglückte er mit seinem Wagen in Nebel. Mit 68 Jahren starb er an einer Schädelverletzung.

## Ehrungen
- Ehrenmitglied der Medizinischen Gesellschaft zu Magdeburg
- Ehrenmitglied des DRK Magdeburg

## Veröffentlichungen
- mit Albert Hoffa: Die orthopädische Literatur. Ferdinand Enke, Stuttgart 1905. Zugleich Anhang zu A. Hoffa: Lehrbuch der othopädischen Chirurgie.
- Unfallverletztenfürsorge. L. Voss, Leipzig 1935.
- Die neuropathischen Knochen- u. Gelenkaffektionen. Enke,  Stuttgart 1931.
- Orthopädische Apparate in der Unfall- und Kassenpraxis. Vogel, Leipzig 1929.
- Die Verhandlungen der Tagung zur Klärung der Frage des sogenannten orthopädischen Schulturnens in Magdeburg. Enke, Stuttgart 1928.
- Orthopädische Chirurgie (Hoffa, Albert), 7. Auflage, herausgegeben von Hermann Gocht. Enke, Stuttgart  1925.
- mit Hermann Gocht: Die orthopädische Weltliteratur, 1903–1930, 2 Bände; 1936.
- Die Orthopädie des praktischen Arztes. –Spanische und russische Übersetzungen

## Herausgeber
- Archiv für orthopädische und Unfallchirurgie